# Mosaab Omar
Mosaab Omar (17 de abril de 1986) é um futebolista sudanês que atua como defensor.

## Carreira
Mosaab Omar representou o elenco da Seleção Sudanesa de Futebol no Campeonato Africano das Nações de 2012.